# سعید انور (بازیکن هاکی روی چمن)
سعید انور (انگلیسی: Saeed Anwar; ۱۴ اکتبر ۱۹۴۳ – ۱۵ ژوئیهٔ ۲۰۰۴) بازیکن هاکی روی چمن اهل پاکستان بود. وی در شیخپورا به دنیا آمد. او در بازی‌های المپیک تابستانی ۱۹۶۸ مکزیکوسیتی مدال طلا و در بازی‌های المپیک تابستانی ۱۹۶۴ و ۱۹۷۲ نقره گرفت.